# Alejandro Balde
Pour les articles homonymes, voir Balde.
Alejandro Balde, parfois surnommé Alex Balde, né le 18 octobre 2003 à Barcelone, est un footballeur international espagnol qui évolue au poste d'arrière gauche au FC Barcelone.

## Biographie
Balde est né à Barcelone, d'un père originaire de  Guinée-Bissau et d'une mère dominicaine.

### Carrière en club
Alex Balde commence à jouer au football au CE Sant Gabriel (en) dès l'âge de six ans, attirant rapidement l'attention des deux grands clubs de sa ville natale. Il intègre ainsi dans un premier temps le RCD Espanyol, mais n'y reste qu'un an, avant de rejoindre leur rivaux du FC Barcelone, intégrant La Masia à l'âge de huit ans,,.
Balde commence à jouer avec le Barcelone B lors de la saison 2020-21,. Fin juillet, il renouvèle son contrat avec le Barça jusqu'en 2024, avec une clause libératoire de 500 millions d'euros,.
À la suite du départ de Júnior Firpo à Leeds, Balde monte en grade dans la hiérarchie des arrières gauches à Barcelone, devenant la principale alternative au vétéran Jordi Alba,.
Il fait ses débuts professionnels le 14 septembre 2021, entrant en jeu lors d'une défaite 0-3 à domicile contre le Bayern Munich en Ligue des champions,.
Le 20 septembre 2023, il prolonge son contrat jusqu'en juin 2028 avec son club. Lors de l'élimination barcelonaise en quart de finale de Coupe d'Espagne, il se blesse à un tendon d'un muscle ischio-jambier du côté droit. Cette blessure met un terme à sa saison de club.

### Carrière en sélection
Alejandro Balde est international espagnol en équipes de jeunes, jouant notamment avec les moins de 16 ans dès 2019. Avec les moins de 17 ans, il remporte l'UEFA Exempt Tournament, un tournoi de préparation à l'Euro 2020, compétition néanmoins annulée par la suite,.
En août 2021, il est appelé une première fois en équipe d'Espagne des moins de 19 ans, faisant ses débuts le mois suivant, lors d'une double confrontation face au Mexique.
Initialement absent de la sélection de 26 joueurs dévoilée par Luis Enrique le 11 novembre 2022 pour participer à la Coupe du monde 2022, Alejandro Balde est convoqué une semaine plus tard dans le groupe espagnol en remplacement de José Gayà, forfait après avoir subi une entorse de la cheville droite lors d'un entraînement.

## Statistiques

### En club
| Saison                | Club                  | Championnat           | Championnat | Championnat | Championnat | Coupe(s) nationale(s) | Coupe(s) nationale(s) | Coupe(s) nationale(s) | Supercoupe | Supercoupe | Supercoupe | Compétition(s) continentale(s) | Compétition(s) continentale(s) | Compétition(s) continentale(s) | Compétition(s) continentale(s) | Total | Total | Total |
| Saison                | Club                  | Division              | M.          | B.          | P.d.        | M.                    | B.                    | P.d.                  | M.         | B.         | P.d.       | Comp.                          | M.                             | B.                             | P.d.                           | M.    | B.    | P.d.  |
| 2020-2021             | FC Barcelone B        | Primera Federación    | 15          | 0           | 1           | -                     | -                     | -                     | -          | -          | -          | -                              | -                              | -                              | -                              | 15    | 0     | 1     |
| 2021-2022             | FC Barcelone B        | Primera Federación    | 16          | 0           | 1           | -                     | -                     | -                     | -          | -          | -          | -                              | -                              | -                              | -                              | 16    | 0     | 1     |
| Sous-total            | Sous-total            | Sous-total            | 31          | 0           | 2           | -                     | -                     | -                     | -          | -          | -          | -                              | -                              | -                              | -                              | 31    | 0     | 2     |
| 2021-2022             | FC Barcelone          | Liga                  | 5           | 0           | 0           | 0                     | 0                     | 0                     | -          | -          | -          | C1+C3                          | 2+0                            | 0                              | 0                              | 7     | 0     | 0     |
| 2022-2023             | FC Barcelone          | Liga                  | 32          | 1           | 5           | 5                     | 0                     | 1                     | 1          | 0          | 0          | C1+C3                          | 4+2                            | 0                              | 0                              | 44    | 1     | 6     |
| 2023-2024             | FC Barcelone          | Liga                  | 18          | 0           | 1           | 2                     | 1                     | 0                     | 2          | 0          | 0          | C1                             | 6                              | 0                              | 0                              | 28    | 1     | 1     |
| 2024-2025             | FC Barcelone          | Liga                  | 32          | 0           | 4           | 3                     | 0                     | 1                     | 2          | 1          | 1          | C1                             | 10                             | 0                              | 2                              | 47    | 1     | 8     |
| 2025-2026             | FC Barcelone          | Liga                  | 1           | 0           | 0           | 0                     | 0                     | 0                     | 0          | 0          | 0          | C1                             | 0                              | 0                              | 0                              | 1     | 0     | 0     |
| Sous-total            | Sous-total            | Sous-total            | 88          | 1           | 10          | 10                    | 1                     | 2                     | 5          | 1          | 1          | -                              | 24                             | 0                              | 2                              | 127   | 3     | 15    |
| Total sur la carrière | Total sur la carrière | Total sur la carrière | 119         | 1           | 12          | 10                    | 1                     | 2                     | 5          | 1          | 1          | -                              | 24                             | 0                              | 2                              | 158   | 3     | 17    |

### En sélection nationale
| Saison                | Sélection             | Phases finales                                   | Phases finales | Phases finales | Phases finales | Éliminatoires CDM | Éliminatoires CDM | Éliminatoires CDM | Éliminatoires EURO | Éliminatoires EURO | Éliminatoires EURO | Ligue Nations UEFA | Ligue Nations UEFA | Ligue Nations UEFA | Matchs amicaux | Matchs amicaux | Matchs amicaux | Total | Total | Total |
| Saison                | Sélection             | Compétition                                      | M              | B              | Pd             | M                 | B                 | Pd                | M                  | B                  | Pd                 | M                  | B                  | Pd                 | M              | B              | Pd             | M     | B     | Pd    |
| --------------------- | --------------------- | ------------------------------------------------ | -------------- | -------------- | -------------- | ----------------- | ----------------- | ----------------- | ------------------ | ------------------ | ------------------ | ------------------ | ------------------ | ------------------ | -------------- | -------------- | -------------- | ----- | ----- | ----- |
| 2022-2023             | Espagne               | Coupe du monde 2022 + Nations League Finals 2023 | 4              | 0              | 0              | -                 | -                 | -                 | 1                  | 0                  | 1                  | -                  | -                  | -                  | -              | -              | -              | 5     | 0     | 1     |
| 2023-2024             | Espagne               | Euro 2024                                        | -              | -              | -              | -                 | -                 | -                 | 2                  | 0                  | 0                  | -                  | -                  | -                  | -              | -              | -              | 2     | 0     | 0     |
| Total sur la carrière | Total sur la carrière | Total sur la carrière                            | 4              | 0              | 0              | -                 | -                 | -                 | 3                  | 0                  | 1                  | -                  | -                  | -                  | -              | -              | -              | 7     | 0     | 1     |

## Palmarès

### En club
| FC Barcelone (5) : |
| - Championnat d'Espagne (2) : - Champion : 2023, 2025 - Vice champion : 2024 - Coupe d'Espagne (1) : - Vainqueur : 2025 - Supercoupe d'Espagne (2) : - Vainqueur : 2023, 2025 - Finaliste : 2024 |

### En sélection
| Espagne -17 :                                            |
| - Torneio Internacional Algarve U17 : - Vainqueur : 2020 |